# 여자이기 때문에 (1970년 영화)
여자이기 때문에는 1970년 공개된 대한민국의 영화이다.

## 배역
- 신성일
- 윤정희
- 홍세미
- 김동원
- 주증녀
- 김신재
- 김웅
- 신종섭
- 조학자
- 추봉
- 임생출
- 김신명
- 이영호
- 김주오
- 노강
- 김소조